# Actephila longipedicellata
Actephila longipedicellata là một loài thực vật có hoa trong họ Diệp hạ châu. Loài này được (Merr.) Croizat mô tả khoa học đầu tiên năm 1942.